# 렉서스 SC
렉서스 SC(Lexus SC)는 일본의 자동차 회사인 토요타의 고급 브랜드인 렉서스에서 나온 쿠페형 승용차이다. SC는 Sports Coupe의 머리 글자에서 따온 것이다.

## 1세대(Z30)

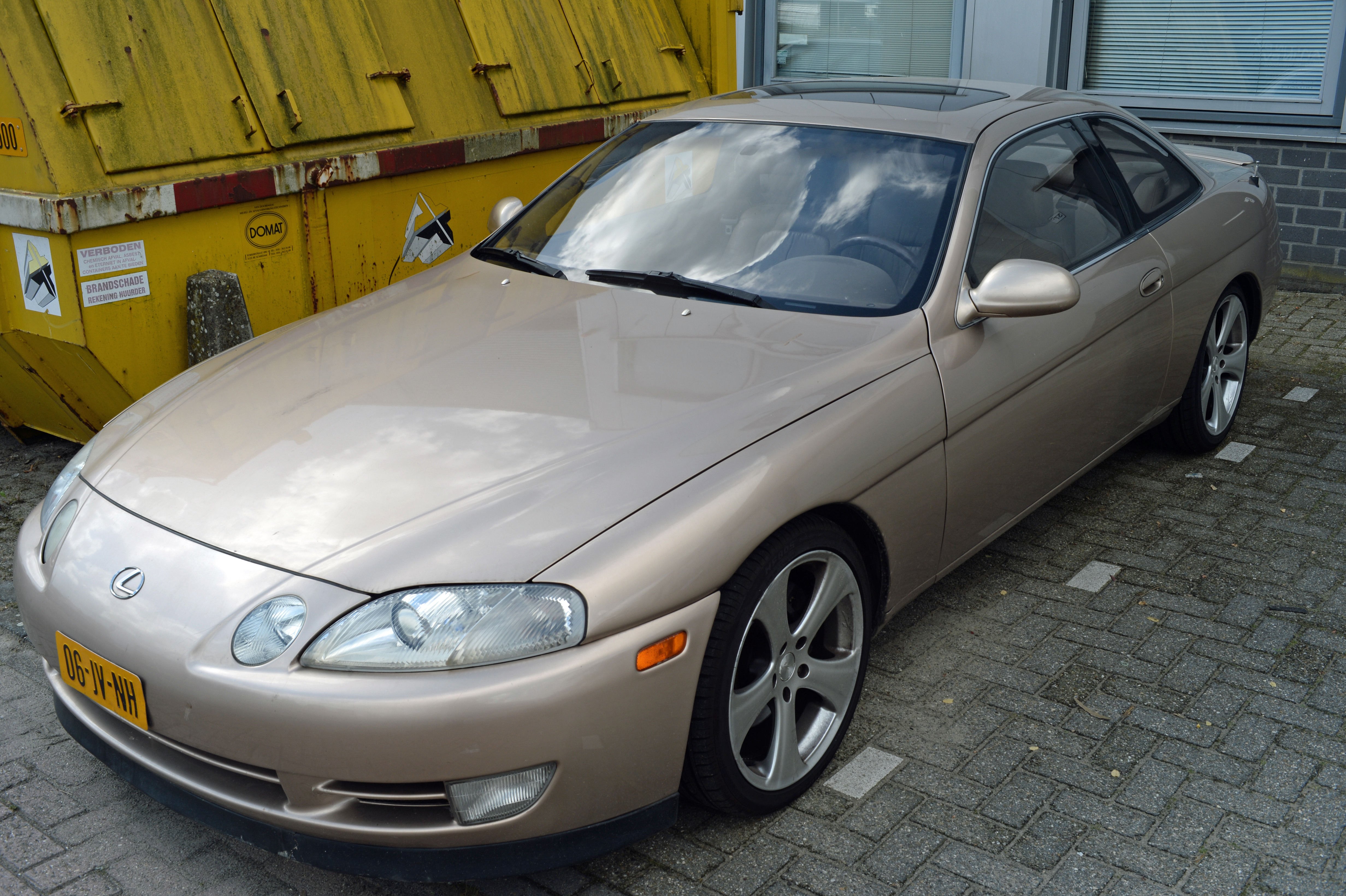
렉서스 SC 정측면

1991년에 출시된 렉서스 최초의 쿠페이며, 렉서스가 런칭되지 않았던 일본에서는 토요타 소어러로 판매되었다. V8 4,000cc 엔진의 SC400을 시작으로, 1992년에는 V6 3,000cc 엔진의 SC300이 미국에서 출시되었다. 디자인은 미국 캘리포니아에 있는 캘티 디자인 센터에서 완성되었다.

## 2세대(Z40)

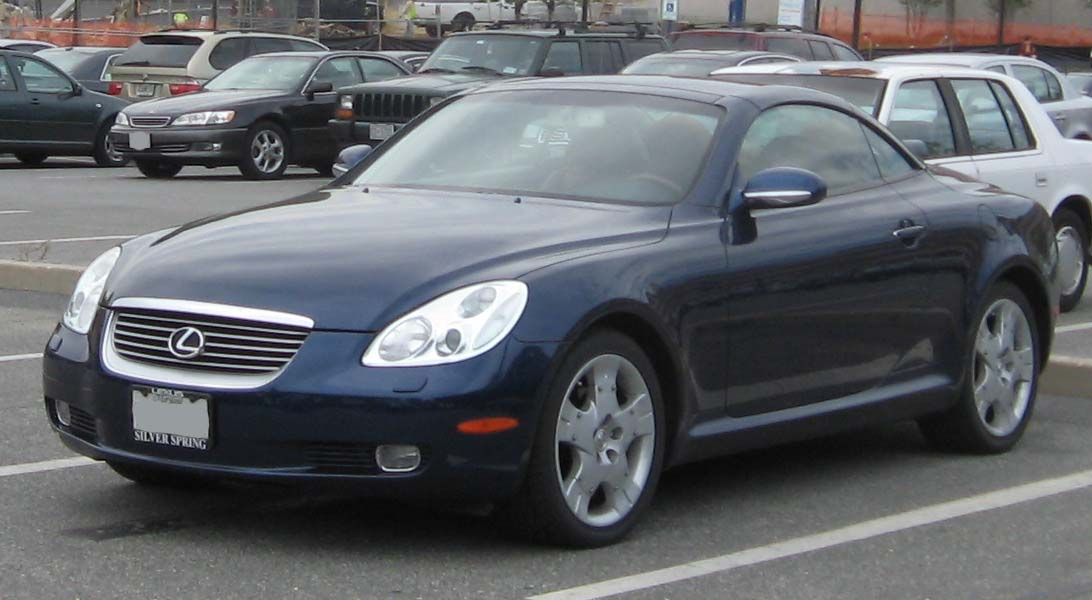
렉서스 SC(전기형) 정측면

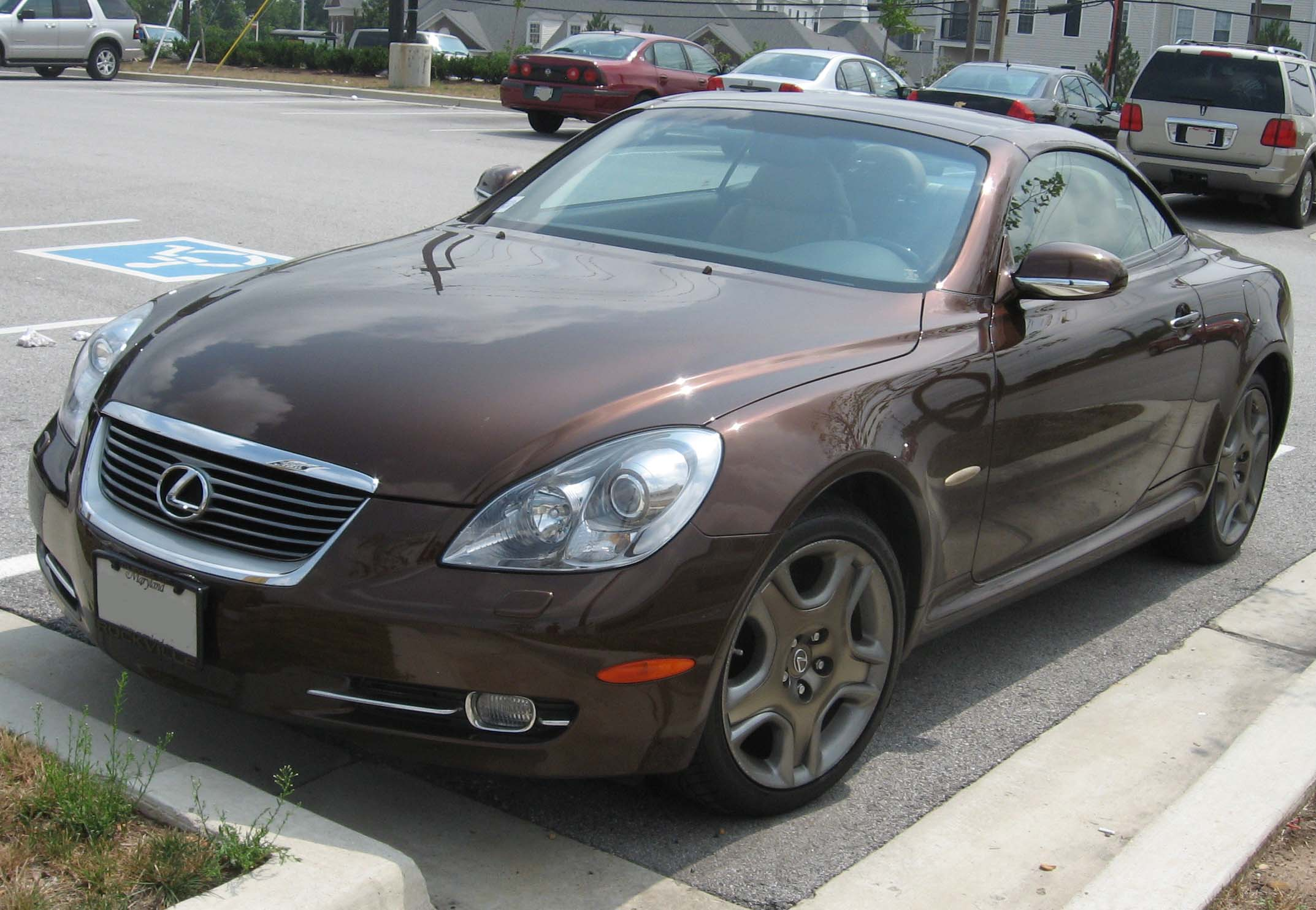
렉서스 SC(후기형) 정측면

2001년에 출시된 2세대는 쿠페였던 1세대와 달리, 전동 개폐식 알루미늄 하드 탑을 갖춘 컨버터블로 탈바꿈했다. 4인승이나, 실제로는 뒷좌석에 앉기 힘들 정도로 매우 좁다. 당시 판매되고 있던 LS(3세대)와 같은 V8 4,300cc 엔진이 장착되며, SC430으로도 알려져 있다. 일본에서는 2005년에 렉서스가 런칭되어 토요타 소어러라는 차명은 소멸되고, 해외에서와 동일하게 SC로 명칭이 변경되어 판매되었다. 2010년에 후속 차종 없이 단종되었고, 현재 SC의 자리는 RC와 LC가 채우고 있다.